# Фихтель, Бронислав
Бронислав Фихтель (пол. Bronisław Fichtel; 11 февраля 1896, Ходоров — 1 сентября 1939, Львов) — польский футболист, защитник.

## Биография

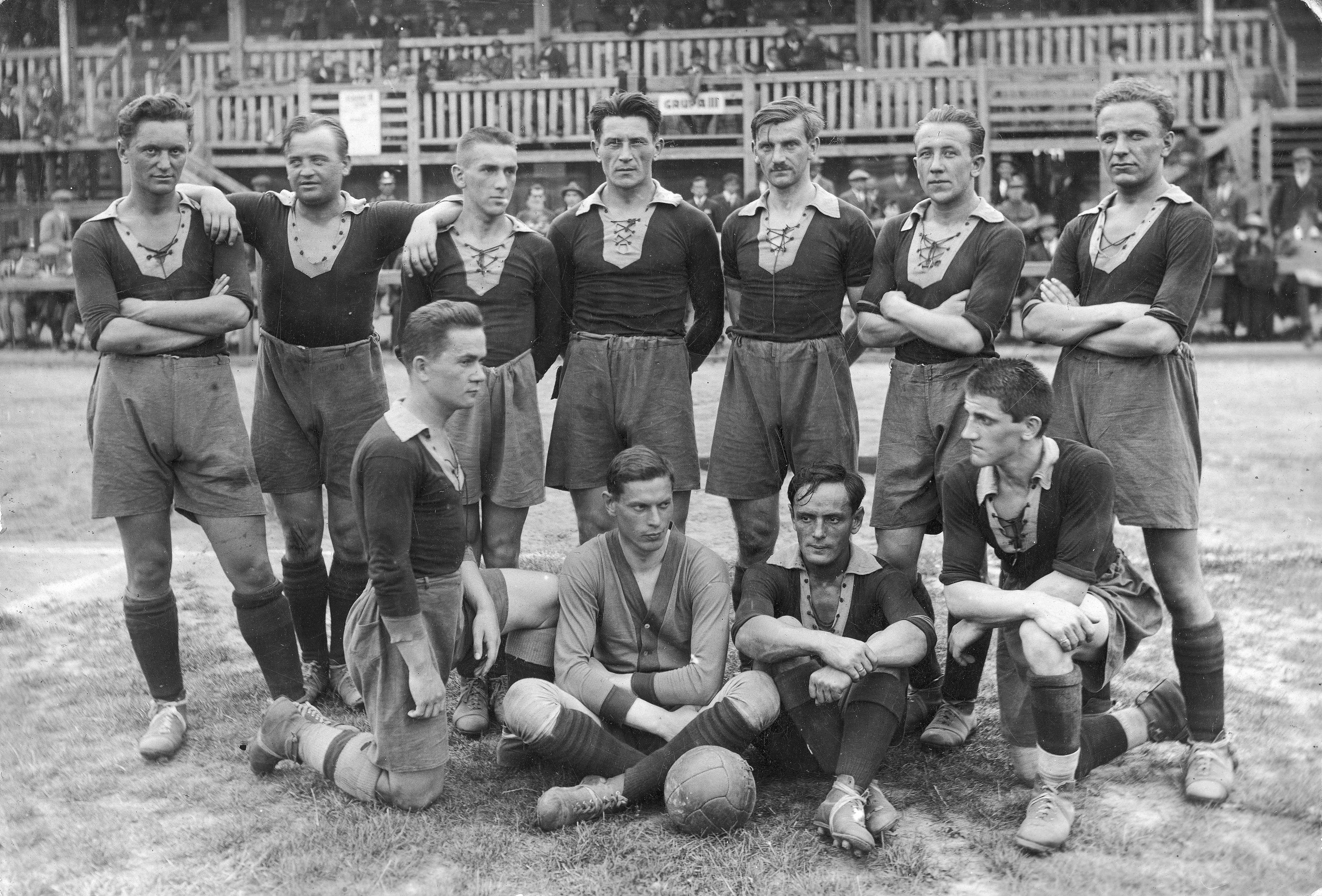
Погонь Львов, чемпион Польши 1926 года, Фихтель сидит второй справа.

Родился 11 ноября 1896 года в городе Ходоров. Футбольную карьеру начал в львовской команде «Погонь». Играл на позиции защитника. С 1919 по 1921 — игрок столичной «Полонии». Следующие два сезона провёл в составе «Чарни» (Львов). С 1923 по 1933 год виступал за сильнейший клуб Львова того времени — «Погонь». Трижды становился чемпионом Польши (1923, 1925, 1926).
За национальную сборную провёл два матча. Первый — 19 июля 1925 года, проходил в Кракове. Польские футболисты уступили сборной Венгрии (0:2). В этом поединке участвовали девять игроков львовской «Погони» (Эмиль Герлиц, Владислав Олеарчик, Бронислав Фихтель, Кароль Ганке, Юзеф Слонецкий, Мечислав Бач, Вацлав Кухар, Юзеф Гарбень и Людвик Шабакевич) и два представителя краковской «Вислы». В последнем матче 12 сентября 1926 года, во Львове, сборная Польши победила команду Турции со счетом 6:1.
Погиб Бронислав в первый день войны, 1 сентября 1939 года, во время бомбардировки Львова немцами.

## Достижения
- Чемпион Польши (3): 1923, 1925, 1926